# Egidemia paranceps
Egidemia paranceps är en insektsart som beskrevs av Young 1968. Egidemia paranceps ingår i släktet Egidemia och familjen dvärgstritar. Inga underarter finns listade i Catalogue of Life.